# Popisom određeno mjesto
Popisom određeno mjesto (engleski: Census-designated Place.) jest vrsta naselja koju određuje Ured SAD-a za popis stanovništva za statističke potrebe.  To su imenovana mjesta koja statistički nalikuju inkorporiranim mjestima poput gradova, gradića ili sela, ali bez zakonski određenih granica i lokalne samouprave.
Ova mjesta su određena samo radi davanja podataka o koncentriranim naseljenim područjima koja se može identificirati po imenu, ali nisu inkorporirana prema zakonima savezne države u kojoj se nalaze. U njih spadaju male seoske zajednice, kolonije (colonia) smještene duž američke granice s Meksikom te neinkorporirana odmarališta i umirovljeničke zajednice. Granice ovih mjesta nemaju zakonski status. Stoga ne odgovaraju uvijek lokalnom poimanju područja ili zajednice tog imena. Ipak, kriteriji uspostavljeni popisom 2010. zahtijevaju da ime popisom određenog mjesta mora biti "ono koje je prepoznato i u uporabi u svakodnevnoj komunikaciji rezidenata zajednice" (ne "ime koje je razvijeno samo za planske ili ine namjene") i preporučuje da granice popisom određenih mjesta budu kartirane na osnovi zemljopisnog dosega koje je asocirano s rezidentskog uporabom naziva mjesta.
Ured SAD-a za popis stanovništva definira popisom određeno mjesto kao podskup lokacija u Nacionalnoj bazi podataka zemljopisnih imena.